# Radvaň nad Laborcom
Radvaň nad Laborcom ist eine Gemeinde im äußersten Osten der Slowakei, mit 517 Einwohnern (Stand 31. Dezember 2024) und gehört zum Okres Medzilaborce, einem Kreis des Prešovský kraj.

## Geographie
Die Gemeinde liegt im oberen Tal des Laborec im Bergland Laborecká vrchovina, 19 Kilometer von Medzilaborce sowie 27 Kilometer von Humenné gelegen.

## Geschichte
Die heutige Gemeinde entstand 1964 durch Zusammenschluss der Orte Nižná Radvaň (ungarisch Laborcradvány) und Vyšná Radvaň (ungarisch Izbugyaradvány). Beide wurden im 14. Jahrhundert gegründet und die erste schriftliche Erwähnung stammt aus dem Jahr 1379. Aus dieselben Periode stammt die alte orthodoxe Kirche Zu einem Teil gehörte der Ort den örtlichen Grundbesitzern, zu anderem dem Geschlecht Drugeth. Um 1715 existierte die Ortschaft nicht; erst 1720 werden 20 Haushalte und eine Mühle erwähnt. 1828 sind in Nižná Radvaň 20 Häuser und 155 Einwohner, in Vyšná Radvaň 61 Häuser und 463 Einwohner verzeichnet.

## Bevölkerung
| Jahr                | 1994 | 2004    | 2014    | 2024     |
| ------------------- | ---- | ------- | ------- | -------- |
| Anzahl der Personen | 571  | 591     | 575     | 517      |
| Unterschied         |      | +3,50 % | −2,70 % | −10,08 % |

| Jahr                | 2023 | 2024 |
| ------------------- | ---- | ---- |
| Anzahl der Personen | 517  | 517  |
| Unterschied         |      | +0 % |

Ergebnisse nach der Volkszählung 2001 (602 Einwohner):
| Nach Ethnie: - 71,26 % Slowaken - 23,09 % Russinen - 4,15 % Zigeuner - 1,00 % Ukrainer | Nach Religion: - 80,07 % griechisch-katholisch - 11,97 % römisch-katholisch - 4,49 % orthodox - 2,66 % konfessionslos |

## Bauwerke
- Kirche von 1791 in Vyšná Radvaň